# Julian Emanuel Becker

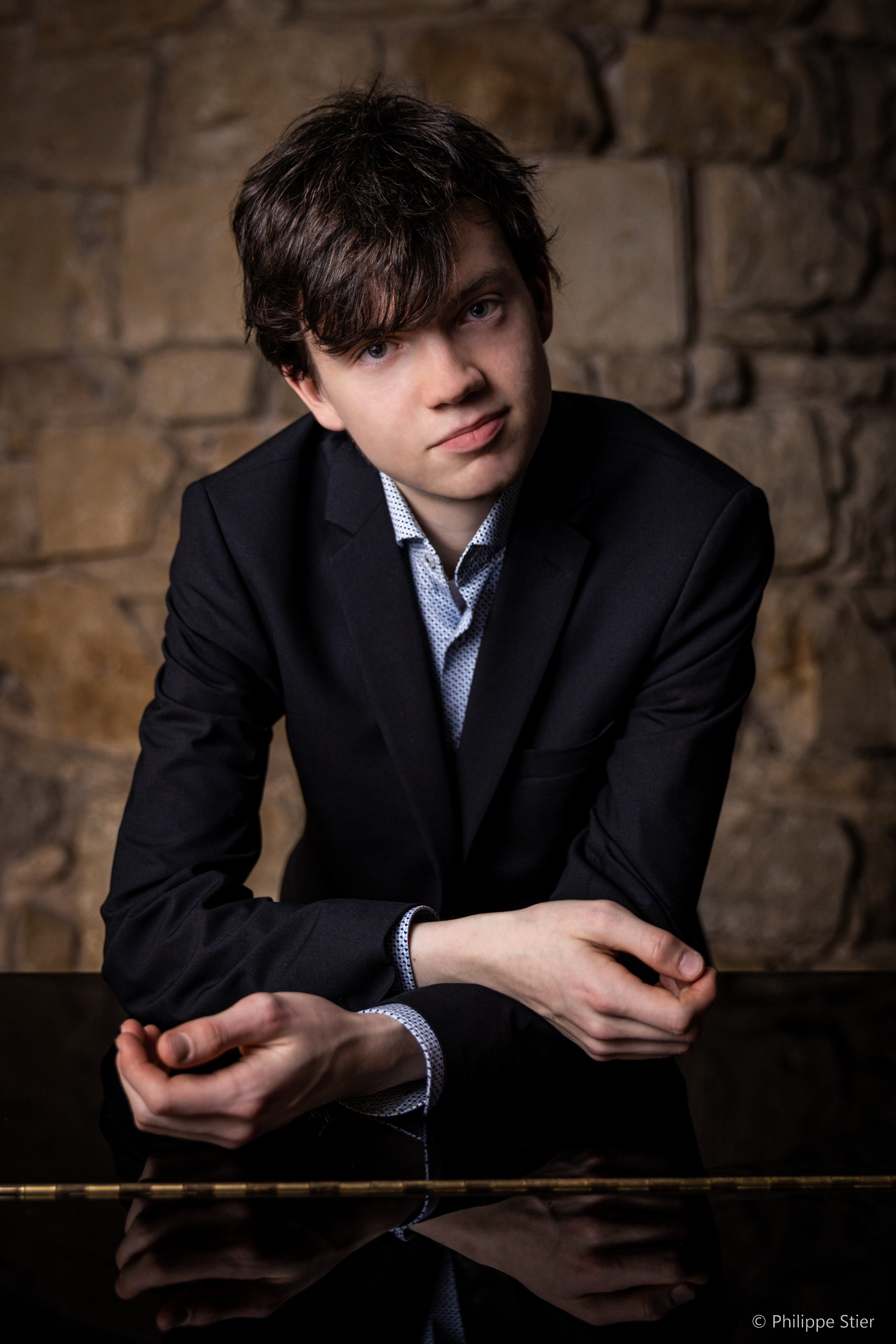
Julian Emanuel Becker (2023)

Julian Emanuel Becker (* 2005 in Hannover) ist ein deutscher Organist, Pianist und Komponist.

## Werdegang
Julian Emanuel Becker wuchs in einer Musikerfamilie auf; sein Vater war der Oboist Klaus Becker, seine Mutter ist die Pianistin Christiane Frucht. Im Alter von vier Jahren bekam er seinen ersten Klavierunterricht bei Darlén Bakke. Mit sieben Jahren wurde er als Jungstudent in die Vorklasse des Instituts zur Früh-Förderung musikalisch Hochbegabter (IFF) an der Hochschule für Musik, Theater und Medien Hannover aufgenommen und erhielt dort Orgelunterricht von Ulfert Smidt und Klavierunterricht von Elena Levit. In Komposition unterrichteten ihn Martin Brauß und Marcus Aydintan.
2023 schloss er sein Abitur am Kaiser-Wilhelm- und Ratsgymnasium Hannover ab.
2021 nahm er ein Jungstudium an der Hochschule für Musik und Theater „Felix Mendelssohn Bartholdy“ Leipzig auf (Orgel bei Martin Schmeding, Orgelimprovisation bei Thomas Lennartz und ab 2022 Klavier bei Jacques Ammon).
Seit 2023 studiert er ebenda als Doppelstudium die Bachelor-Studiengänge Kirchenmusik und Klavier bei denselben Lehrern.
Meisterkurse besuchte Becker u. a. bei Igor Levit (Klavier), Daniel Roth, Henry Fairs, Michel Bouvard und Bine Katrine Bryndorf (Orgel).
Julian Emanuel Becker wurde 2019–2022 von der Jürgen-Ponto-Stiftung und 2021–2024 von der Stiftung Jugend musiziert Niedersachsen gefördert. Er ist Stipendiat der Deutschen Stiftung Musikleben (seit 2021) und der Studienstiftung des deutschen Volkes (seit 2023).

## Konzerttätigkeit
Seine Konzerttätigkeit als Organist und Pianist führte Julian Emanuel Becker beispielsweise in die Philharmonie Essen, die Laeiszhalle Hamburg, zur Musikwoche Hitzacker, die Stadthalle Rheinberg, zum Städtischen Museum Braunschweig, zum Internationalen Düsseldorfer Orgelfestival (IDO), zum Festival International d’Orgue Dudelange, den Köthener Bachfesttagen, zum 25. Bonner Schumannfest (Flügel und Orgel), dem Schumann-Fest Zwickau (als Einspringer am Pedalflügel), an die Silbermann-Orgel der Dorfkirche Reinhardtsgrimma, zum Schleswig-Holstein Musik Festival, in die Konzerthalle Bamberg, die Thomaskirche und das Gewandhaus Leipzig, die Stiftskirche St. Georg Grauhof, an die Walcker-Orgel im ehemaligen Atelier von Hugo Körtzinger in Schnega, zum Internationalen Orgelsommer in der Stiftskirche Stuttgart und zur Internationalen Orgelwoche Nürnberg (ION). Regelmäßig konzertiert er auch mit Duopartnern.

## Preise und Auszeichnungen
- im Rahmen des Frühstudiums: Preis der Bruno-Frey-Stiftung Hannover und Klaus-Ernst-Behne-Preis für Mehrfachbegabungen
- 2018,[17] 2019, 2020 und 2021: 1. Preise beim Bundeswettbewerb Jugend musiziert (Orgel solo, Duo, Begleitung)
- 2019: 1. Preis Intermediate Category beim Northern Ireland International Organ Competition (NIIOC)
- 2020: 1. Preis und Förderpreis der Gertrud-Fricke-Stiftung beim Grotrian-Steinweg Klavierspielwettbewerb in Braunschweig[18]
- 2020, 2021, 2022 und 2023: Bundespreise beim Bundeswettbewerb Jugend komponiert der Jeunesses Musicales Deutschland[19]
- 2021: Sonderpreise bei Jugend musiziert WESPE für Orgelimprovisation, Verfemte Musik und Zeitgenössische Musik
- 2023: 1. Preise bei Jugend musiziert, WESPE und Jugend komponiert
- 2023: 2. Preis und Publikumspreis für Interpretation als jüngster Preisträger der Geschichte beim Internationalen Orgelwettbewerb St Albans, England[20]
- 2024: 1. Preis und Publikumspreis beim Internationalen Orgelwettbewerb der Stadt Wiesbaden[21]
- 2024: 1. Preis, „Günter Blobel Award Addicted to Bach“ und Publikumspreis bei der bach impro competition 2024 „In Bachs Haus“ (2. Internationaler Onlinewettbewerb für Orgelimprovisation) der Bach Biennale Weimar[22]
- 2024: 1. Preis beim Internationalen Bach-Wettbewerb Leipzig[23]
- 2025: 2. Preis beim Internationalen Orgelimprovisationswettbewerb der HMT Leipzig[24]
- 2025: Preis des Deutschen Musikwettbewerbs[25]

## Kompositionen (Auswahl)
- Holz auf Jesu Schulter. Motette für 4-stimmigen Frauenchor (Auftragswerk Mädchenchor Hannover 2017)[26]
- Fantasie für Trompete und Klavier (2019; eingespielt auf Jubiläums-CD „20 Jahre IFF“)
- Litania Nocturnal (Auftragswerk für Blechbläserquintett 2020)
- Ich ruf zu Dir für Klavier solo (2021)
- Im-Pulsum für Klaviertrio (2022)
- Toccata in Stylo Phantastico – Hommage à Dieterich Buxtehude für Blechbläserquintett und Orgel (2022)[27]

## Diskografie
- Von Sehnsucht und Leidenschaft. Genuin, 2024 (Klavier; mit Lyuta Kobayashi, Klarinette)[28]
- Arrangement/Transkription für Igor Levits CD „Encounter“. Sony Classical, 2020[29]